# Palena od Mauija
Palena je bio drevni havajski plemić koji je postao poglavica havajskog ostrva Mauija. Pomenut u legendama, Palena je vladao Mauijem pre dolaska Evropljana na havajski arhipelag.
Palena je rođen u mestu zvanom Mokae. Roditelji poglavice Palene bili su poglavica Haho od Mauija i gospa Kauilaʻanapa, a deda poglavica Paumakua od Mauija.

## Brak
Palena se oženio svojom polusestrom Hikavaji (Hikawai), a njihov je sin bio Hanalaʻa, koji je nasledio Palenu.